# R258公路 (俄羅斯)
R258聯邦公路（俄语：Федеральная автомобильная дорога Р258 «Байкал»），是俄羅斯的一條幹線公路，連接伊爾庫茨克和赤塔，全長1,113公里，為泛亞公路AH6的一部分。

## 沿途主要城市
- 伊爾庫茨克
- 烏蘭烏德
- 赤塔